# 厄立特里亚宪法
《厄立特里亚宪法》是厄立特里亚的最高法律，为国家的存在提供法律基础，是法律权威的源泉。宪法规定了公民的权利与义务，并界定了政府的架构。尽管这部宪法已由立法机构通过，但尚未得到实施。

## 概述
1993年5月19日，厄立特里亚临时政府发布政府改组公告。公告宣布在四年过渡期内（如果可能应尽早），政府将起草并批准宪法、制定政党法、制定新闻法，并举行宪政政府选举。1994年3月，临时政府成立了一个制宪委员会，负责起草一部既能应对经历了30年内战的民众当下需求，又具备适应未来政治格局在稳定与繁荣条件下可能变化的灵活宪法。委员会成员走遍全国，并前往海外厄立特里亚侨民社区，他们召开了会议并向民众讲解各种宪法选项，同时还征求了意见。
1995年，一场全球性制宪研讨会在厄立特里亚首都阿斯马拉举行。厄立特里亚代表与多位国际专家密切合作起草宪法，其中包括索马里学者伊斯梅尔·阿里·伊斯梅尔和赛义德·谢赫·萨马塔尔。次年，伊斯梅尔还协助在首都培训政府高级官员。
在经过27个月的努力后，最终版本的宪法于1997年提交至国民议会并获得通过。然而，该宪法尚未被全面实施。尽管该国在2002年已经通过了选举法，但全国性选举仍未举行。
根据宪法规定，厄立特里亚设立立法、行政与司法三个政府分支。宪法设想成立一个拥有150个席位的单院制立法机构国民议会，负责制定国内外政策、批准国家预算，并选举总统。然而国民议会自2002年以来未曾召开会议，国家的立法与行政权力事实上由总统伊萨亚斯·阿费沃基一人掌握。